# Ovesná Lhota
Ovesná Lhota település Csehországban, a Havlíčkův Brod-i járásban. Ovesná Lhota Vlkanov, Světlá nad Sázavou, Sázavka, Leština u Světlé, Kynice és Číhošť településekkel határos. Lakosainak száma 167 fő (2024. január 1.).

## Népesség
A település lakosságának változását az alábbi diagram mutatja:
| Lakosok száma | 346  | 341  | 327  | 227  | 250  | 212  | 178  | 166  | 177  | 167  |
|               | 1869 | 1890 | 1921 | 1950 | 1980 | 2001 | 2017 | 2019 | 2022 | 2024 |